# 達什·米霍克
達什·米霍克（英語：Dashiell Raymond "Dash" Mihok，1974年5月24日—）是美國的一位演員。他最著名的作品是在Showtime電視劇雷·多諾萬中飾演"Bunchy" Donovan角色。他出生在紐約。